# オットー・ディベリウス

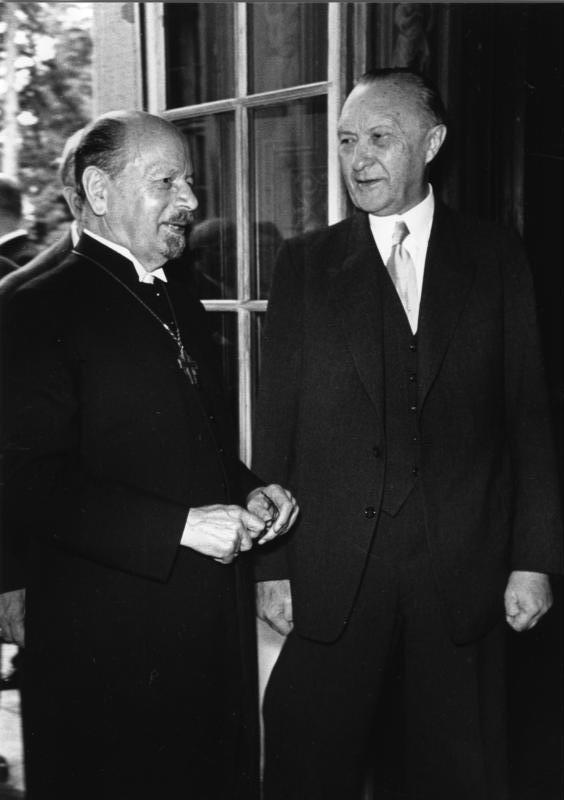
アデナウアー首相とディベリウス（左） 1957年

オットー・ディベリウス(Otto Dibelius、1880年5月15日 - 1967年1月31日)は、ドイツの神学者。ドイツ福音主義教会議長。

## 生涯
1880年にベルリンに生まれた。アドルフ・フォン・ハルナックに師事した後、クロッセン、ダンチィヒ(現グダンスク)、ラウエンベルクの教会に勤めた。第一次世界大戦が終結しドイツ革命により領邦国家が消滅すると早くからドイツ福音主義教会連盟の設立に携わった。1925年に総教区長に就任すると、同年にはストックホルム会議、1927年にはローザンヌ会議に出席した。
ナチスが政権を獲得した直後は共感を抱いており、総教区長としてヒトラーの首相就任式を司式した。しかし直後に全ての職を追われた後、告白教会に加わった。1937年には政権批判により裁判にかけられるが無罪となっている。
第二次世界大戦が終結した1945年には結成されたドイツキリスト教民主同盟に加わり、またシュトゥットガルト罪責宣言の作成に加わった。1948年にアムステルダムで開催された第1回世界教会協議会の中央委員に選出、また1949年から1961年までドイツ福音主義教会議長を務めた。
1967年にベルリンにて死去。